# Lathys nielseni
Lathys nielseni là một loài nhện trong họ Dictynidae.
Loài này thuộc chi Lathys. Lathys nielseni được Ehrenfried Schenkel-Haas miêu tả năm 1932.